# Percnon

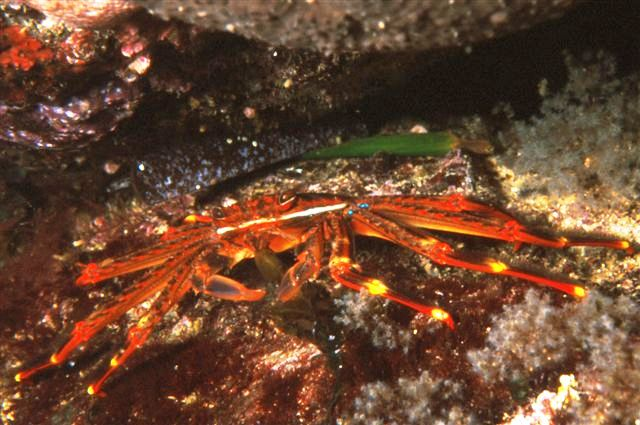
Percnon gibbesi

Percnon es un género de crustáceos decápodos de la familia Percnidae.
Lo más característico de su cuerpo es que es extremadamente plano y ovalado, y que sus pereiópodos son largos. En el Mediterráneo se les denomina cangrejo araña.
Tanto la cabeza, como las regiones latero marginales anteriores del caparazón y de los pereiópodos tienen espinas dispuestas en sierra. Tienen los ojos en una cavidad, con el pedúnculo ocular cubierto de cerdas iguales a las que recubren su cuerpo y patas.
Se distribuye en aguas tropicales del océano Indo-Pacífico y del Atlántico, siendo Percnon gibbesi una especie alóctona en el Mediterráneo.

## Especies
El Registro Mundial de Especies Marinas acepta las siguientes especies:
- Percnon abbreviatum. (Dana, 1851)
- Percnon affine. (H. Milne Edwards, 1853)
- Percnon gibbesi. (H. Milne-Edwards, 1853)
- Percnon guinotae. Crosnier, 1965
- Percnon pascuensis. Retamal, 2002
- Percnon planissimum. (Herbst, 1804)
- Percnon sinense. Chen, 1977